# Biblioteca statale Isontina
La Biblioteca Statale Isontina è una biblioteca pubblica statale di Gorizia, dipendente dal Ministero per i beni culturali.
Il primo nucleo delle sue raccolte proviene dalla soppressione del locale collegio dei Gesuiti (1629-1773) voluta da Maria Teresa d'Austria.
Subì gravi danni durante l'occupazione francese del 1810 e durante la prima e la seconda guerra mondiale; nel 1967 la Biblioteca cambiò nome da Biblioteca Popolare Friulana alla denominazione attuale.
Conserva, con apposita convenzione che si rinnova dal 1919, la Biblioteca del Comune di Gorizia (Biblioteca Civica).